# 愛知縣立旭丘高等學校
爱知县立旭丘高等学校 （日语：愛知県立旭丘高等学校），是一所位于日本爱知县名古屋市东区出来町的县立高中。俗称“旭（あさひ）”
学校于1870年（明治3年）建校，当时是作为尾张藩的藩校和洋学校而创立的。峰回路转过后，于1877年，该校接纳了官立爱知英语学校的空校舍和设备，以爱知县中学校的名义重新开校。自1899年改名为爱知一中后，与东京府立一中（现日比谷高校）、神户一中（现神户高校）并列被誉为“一中御三家”。
二战结束后，于1948年10月1日，爱知一中和以市立第三女学校为前身的市立第三高校完成合并，成立爱知县立旭丘高等学校。旭丘高校在成立后直到1956年，采用小学区制。由于1973年（昭和48年）学校分组制度开始被采用，导致报考第2组、第3组的考生入学后在校内形成两极分化的现象。此后随着自1989年起爱知县开始采用符合选拔制中考制度，该校成为了爱知县公立高中中考中要求最高、最难被录取的学校 。

## 學校象徵

### 校训
重视正义（正義を重んぜよ）
热爱运动（運動を愛せよ）
贯彻始终（徹底を期せよ）

### 校徽
该校的校徽是在旭丘高等学校建校当初，由校内教职工设计出的草案中投票选出的。校徽是由象征着学校所在地名古屋的两只抽象化的（即螭吻）和中间夹着的学校名“旭高”二字组成的。

### 校歌
目前的校歌是在1952年（昭和27年）制定的。作词者是日本文学学者、该校的前身，爱知一中毕业生的久松潜一（当时为东京大学教授），作曲者是信時潔。歌词一共有3段，在第1段的歌词中出现了校名“旭丘”。此外，除了校歌，该校还有战斗歌、壮行歌和逍遥歌。

### 学校色彩
绛紫色：源于1949年 被选为该校女生校服的颜色

## 课程
全日制 2学科
- 普通科
- 美术科

半日制（夜间） 1学科
- 普通科

### 全日制课程
相比于其他很多重点高中以应付高考为中心进行学习，该校实行全面发展教育，致力于培养全能型人才。不分文科和理科、所有高考中的可选科目（日本历史、世界历史、地理、伦理、 政治经济、生物、地质、化学、 物理)都是必修课程。充分体现出不将目光纠结于眼前的高考，要让学生学习到将来在社会中可以应用到的知识的学校教学理念 。
上课时间为每节课50分钟。星期一是7节课，其余时间为每天6节课。

### 半日制课程（夜间）
半日制课程为4年，每学年有大约20名学生。一年级有2个班，从二年级开始合并为1个班。
上课时间为每节课45分钟，一共4节课。第1节课和第2节课之间学校供应餐食。

### 升学
自由开放的学风使得学生不局限于当地的名古屋大学，有许多学生选择升入关东的东京大学、庆应义塾大学、早稻田大学和关西的京都大学、大阪大学等知名大学。2018年起，英国剑桥大学为该校提供了圣约翰学院的保送名额。

## 学风
该校继承了爱知一中所倡导的“不拘一格的作风，文明礼貌的举止”，学风十分自由。其中比较有特色的几点有：
- 便服上学
- 3年级学生会利用暑假，组织课程、教师以及时间全部由学生自主决定的“自主研讨会”。
- 学生会为学校的中心，采取向老师提交写有批评与建议的“意见制”。

等等 。然而下面两项在最近变得不再常见。

## 校规
学校有统一的制服：男生穿学生服，女生穿水手服。但由于穿便服上学是被默许的，因此许多学生都是穿便服上学。 .此外，学生还拥有选择发型，化妆的自由。
以前关于便服自由化的斗争等，学生会活动非常盛行，但现今平静了下来。然而，例如该校以学生会为中心完成其余大多数学校是由教职工完成的校内清洁等，学生会依旧进行着有着极高自由度的活动。

## 学校活动
全日制
所有活动(仪式、典礼及森林学舍集体训练除外)都是由学生自己完成策划和运营。
春季小文化节
为了迎接新生而进行的文化部展示。在入学典礼之后进行。
Spring Festival
在开学典礼后进行。主要内容有轻音乐部的乐队表演、舞蹈部的舞蹈演出、学生自告奋勇的脱口秀及器乐演奏等。
春游
2、3年级学生可以以班级为单位，自由选择目的地并决定行程。
森林学舍集体训练
该校没有修学旅行，因此森林学舍（一般称作：学舍）是被按照修学旅行对待的。
1年级学生在6月左右会以小组为单位，前往受特殊财团法人爱知旭丘会管理的林间学舍。活动长达四天三夜，内容包括野外炊事、小组活动、班级自主讨论会以及篝火晚会等等。
班级对抗竞赛
一年两次，在初夏和年度末举行的长约两日的对抗竞赛(竞赛的项目并没有特别的规定，但几乎都是球类为主)。主要项目有：足球, 躲避球, 排球, 篮球。从竞赛前两周开始，各班就开始非常努力的练习。
学校祭
学校祭长达整整6天。按规定，每年的学校祭首日为星期二，而最终日为星期日。
前夜狂欢节
在第一天进行。主要是乐队和舞蹈演出、音乐演奏等。虽然叫做前夜狂欢节，但该活动并不是在晚上进行。活动在当天中午结束，当天下午即开始准备体育节。
体育节
在第二天进行。比赛项目大致分为认真的运动项目和随意的娱乐项目两种。
舞台演出
第3天上午进行。主要是志愿者们的节目以及为接下来3年级的班级展示做宣传。
小组会
第3天下午进行。有意愿的学生成为讲师，向其他学生开展自己喜欢内容的讲座。
讨论会
在第4天进行。针对一个话题进行正反两方面的讨论。每年，会准备出生硬的话题和柔和的话题。
文化节
在第5,6天进行。进行班级展示和部活动、志愿者的展示。是长达6天的学校祭中，唯一对外公开的一天。
后夜祭
在最后一天的晚上进行。主要有志愿者团体的演出，火炬部的表演，火字母，等等。

## 学校沿革

### 旧制中学、新制高中（男校）时代
- 1870年（明治3年）6月- 名古屋藩立 洋学校在七间町开设。
- 1872年（明治5年）- 由于废藩置县，改名为爱知县洋学校。
- 1873年（明治6年）- 改名为成美学校。
- 1874年（明治7年）9月 - 废除成美学校，爱知外国语学校成立。随后改名为爱知英语学校。
- 1877年（明治10年）
  - 2月
    - 由于国家财政困难，爱知英语学校被废除。
    - 爱知县从文部省 接管该校的校舍与设备，（县立）爱知县中学校成立。
- 1878年（明治11年）10日 - 学校迁移到南外掘校舍（位于现在的中区）。
- 1886年（明治19年）9月 - 受到执行中学校令 的影响，更名为爱知县寻常中学校。
- 1896年（明治29年）4月1日 - 由于新的寻常中学校(爱知县第二寻常中学校)建立，改名为爱知县第一寻常中学校。
- 1899年（明治32年）4月1日 - 由于中学校令 被修正，改名为爱知县第一中学校（消除「寻常」二字）。
- 1901年（明治34年）8月 - 更名为爱知县立第一中学校，（在县的后面添加“立”字０。
- 1904年 （明治37年） - 校歌被创作。这首歌是由当时的校长日比野宽创作。被说是全日本第一首校歌 [7].
- 1908年（明治41年）9月 - 学校转移到西二叶町(位于现在的东区)。
- 1917年（大正6年）8月 - 棒球部在第3次全国中学优胜棒球大会（日语：第3回全国中等学校優勝野球大会） 中（夏季甲子园的前身）荣获冠军。
- 1922年（大正11年）5月 - 重新更名为爱知县第一中学校（“立”字被删除）。
- 1938年（昭和13年）7月 - 学校转移至新出来町校舍（现今的位置）。
- 1943年（昭和18年）
  - 4月1日 - 由于中等学校令，从该年度新生起毕业年限从5年缩短至4年。
  - 7月- 爱知一中全体学生出征事件（后面详述。参照#大事件。）
- 1945年（昭和20年）
  - 3月-举行5年级（1940年（昭和15年)入学）和4年级（1941年（昭和16年)入学）的联合毕业典礼。
    - 由于关于教育的战时紧急方案措施缩短了修业年限，因此1941年（昭和16年）之后入学的学生适用于4年的修业年限。

  - 4月1日- 由于战争时期教育令，1945年（昭和20年）停业一年。但是勤劳动员则继续维持。
  - 9月 - 战争结束后，“关于教育的战时紧急方案措施”以及“战争时期教育令”等被废除，恢复授课。
- 1946年（昭和21年）4月1日 - 修业年限恢复至5年。
- 1947年（昭和22年）4月1日 - 实行教育系统改革（六·三制）。
  - 旧制中学停止招募新生 (该年无1年级).
  - 拼设新制中学（名称：爱知县第一中学校拼设中学校，以下被称为：拼设中学），旧制中学的1、2年级结束者被安置到新制中学的2、3年级。
  - 由于拼设中学属于临时措施，不进行招生，因此该中学只有2、3年级学生。
  - 旧制中学的3、4年级结束者则继续就读于旧制中学、升入4、5年级。（在4年级结业的时候即可毕业）。
- 1948年（昭和23年）
  - 4月1日 - 由于教育系统改革（实行六· 三 · 三制)，废除旧制中学， 新制高中“爱知县立第一高等学校"(男校)成立。
    - 在全日制普通课程 (全日制课程 普通科)之外，同时开设函授普通课程 (函授制课程 普通科) 以及日间半日制普通课程 (半日制课程 普通科(日间))。
    - 旧制中学毕业生(5年级完成者)进入新制高中3年级、旧制中学4年级完成者进入新制高中2年级，拼设中学的毕业生(3年级完成者)则进入新制高中1年级。
    - 新制高中接纳吸收拼设中学(名称：爱知县立第一高等学校拼设中学校），当年的在校生只有于1946年（昭和21年）进入旧制中学的最后一批3年级学生。

### 旧制高等女学校・新制高中（女校）時代
- 1924年（大正13年）4月 - 「名古屋市立第三高等女学校」在名古屋市立第二高等小学校（位于东区东片端町）的原址上开。
- 1927年（昭和2年）4月 - 转移到东片端新校舍。
- 1928年（昭和3年）10月 - 举行建校仪式。
- 1945年（昭和20年）
  - 3月 - 由于名古屋大空袭，所有校舍被烧毁。
  - 4月1日 -  受到战时教育令的影响、1945年学年度（昭和20年）停业一年。但是勤劳动员则继续开展。
  - 8月・9月 - 二战结束后、“关于教育的战时紧急方案措施”、“战争时期教育令”等被废除，恢复正常授课。学校将筒井国民学校作为临时校舍使用。
  - 11月 - 将内山国民学校作为临时校舍使用。
- 1947年（昭和22年）4月1日 - 实施教育系统改革（六・三制）。
  - 高等女学校停止招生（当年没有1年级学生）。
  - 校内设立新制中学（名称:名古屋市立第三高等女学校拼设中学校、以下简称:拼设中学校）、高等女学校的2年级完成者进入拼设中学的2、3年级。
  - 由于拼设中学的设立是临时措施，该校不进行对外招生，因此校内只有2、3年级学生。
  - 高等女学校的3、4年级完成者继续就读于高等女学校、成为4・5年级学生（当时也可以选择在4年级完成后毕业）。
- 1948年（昭和23年）4月1日 - 由于教育系统改革（六・三・三制）、高等女学校被废除、新制高中「名古屋市立第三高等学校」（女校）创立。
  - 高等女学校毕业生（5年级完成者）进入新制高中3年级、高等女学校4年完成者进入新制高中2年级、拼设中学毕业生（3年完成者）进入新制高中1年级。
  - 新制高中吸收接纳拼设中学（名称:名古屋市立第三高等学校拼设中学校）、当年的在校生只有于1946年（昭和21年）入学的3年级。

### 两校合并・爱知县立旭丘高等学校
- 1948年（昭和23年）10月 - 受到公立高中再编的影响、上面的2校合并、「爱知县立旭丘高等学校」（现今的校名）成立、实行男女混校制。
  - 接纳吸收原爱知县立第一高等学校的日间半日制和函授课程。
  - 合并拼设中学（名称:爱知県立旭丘高等学校拼设中学校）。
- 1949年（昭和24年）
  - 2月 - 设立东乡分校（日间定时制）。
  - 4月 - 实行小学区制・统一制。基于高中三原则，设立普通科・家庭科・商业科、成为综合制高中。
- 1950年（昭和25年）4月 -设立美术课。
- 1952年（昭和27年）
  - 1月 - 制定校歌。（作词者 久松潜一、作曲者 信时洁）
  - 4月 - 与春日井市立高等学校合并、开设春日井分校（全日制课程普通科・家庭科）。
- 1953年（昭和28年）4月 - 停止商业科招生。总校半日制及東乡分校从日间半日制变更为夜间半日制。
- 1954年（昭和29年）4月 - 停止家庭科招生。
- 1955年（昭和30年）3月31日 - 废除商业科。
- 1956年（昭和31年）
  - 1月 - 鯱光馆（体育馆兼礼堂）完工。
  - 3月31日 - 废除家庭科。
  - 4月 - 实行大学区制。
- 1957年（昭和32年）6月 - 泳池完工。
- 1963年（昭和38年）4月1日 - 春日井分校独立、成立爱知县立春日井高等学校。东乡分校从半日制变更为全日制。
- 1965年（昭和40年）9月 - 设立财团法人爱知旭丘会。
- 1967年（昭和42年）4月 - 位于岐阜县吉城郡上宝村（现・高山市奥飞騨温泉乡）的森林学舎完工。
- 1970年（昭和45年）3月31日 - 东乡分校废除。
- 1971年（昭和46年）
  - 4月1日 - 函授课程分离，独自成立爱知県立旭陵高等学校。
  - 11月 - 美术科教室栋完工。
- 1973年（昭和48年）4月1日 - 全日制课程实行学校分组制。与千种高校组成名古屋第2组、与市立北高校组成名古屋第3组。
- 1977年（昭和52年）
  - 4月 - 小体育館和半日制食堂完工。
  - 10月 - 举行建校100周年纪念仪式。
- 1981年（昭和56年）3月 - 新图书馆完工。
- 1982年（昭和57年）3月 - 校舎改良第1期工程完工。部室栋建成完工。
- 1983年（昭和58年）3月 - 校舎改良第2期工程完工。
- 1984年（昭和59年）3月 - 校舎改良第3期工程完工。
- 1985年（昭和60年）3月 - 校舎改良第4期工程完工。
- 1986年（昭和61年）2月 - 鯱光馆（体育馆兼礼堂）完成改良。
- 1989年（平成元年）
  - 3月 - 新弓道场完工。
  - 4月 - 全日制课程废除学校分组制、启用符合选拔制。归类为尾张Ⅰ群A组
- 1992年 (平成4年) 10月7日 - 当时赴美国留学的该校二年级学生服部刚丈在路易斯安那州巴吞鲁日市郊外遭到枪杀（日本人留学生射杀事件）。
- 2002年（平成14年）3月 - 校舍改建结束。
- 2007年（平成19年）
  - 7月 - 所有教师安装冷气设备。
  - 11月 - 开始实行毕业生回校日。
- 2008年（平成20年）
  - 6月 - 荣获“爱知超级高中”（教育课程自然科学教育方面）称号。
  - 10月 - 采用使用电脑和条形码管理的全新藏书管理系统。
- 2014年（平成26年）
  - 3月 - 被文部科学省指定为“超级全球化高中”。
- 2017年（平成29年）
  - 3月 - 学校正门通过文化委员会的答辩，被选为登记在册的实体文化遗产（建筑）[8]
- 2018年（平成30年）
  - 8月 - 硬式棒球部，其队长在第100回全國高等學校野球選手權紀念大會开幕式上作为全勤校代表参加行进。[9]

## 部活动
全日制课程
（截至2019年度上半年）
文化部
- 天文部
- 吹奏乐部
- 电气部
- 日本围棋将棋部
- 轻音乐部
- 图书部
- 演剧部
- 弦乐部
- 摄影部
- 书道部
- 广播部
- 生物部
- 合唱部
- 铁路研究部
- 电影制作部
- 竞技歌牌部
- 数理科学部
- 知识竞赛研究部
- 火炬表演部
- E.S.S.部（English Speaking society）

运动部
- 硬式棒球部
- 软式棒球部
- 硬式网球部（男女）
- 软式网球部（男女）
- 排球部（男女）
- 篮球部（男女）
- 羽毛球部（男女）
- 手球部（男女）
- 橄榄球部
- 足球部（男女）
- 舞蹈部
- 乒乓球部
- 柔道部
- 弓道部
- 剑道部
- 田径部
- 划艇部
- 游泳部
- 登山部

同好会
- 绘画研究同好会
- JRC（青少年红十字）

志愿者团体（只记载主要团体）
- 應援團
- TRPG
- 麻将愛好会
- 漫画研究会

定时制课程
- 男子篮球部 (女生为经理)
- 男子・女子羽毛球同好会

## 大事件

### 日本人留学生射杀事件
每年大约有10人左右会选择在学期间出国留学。1992年，赴美留学中的服部刚丈（事件当时16岁）在巴吞鲁日市郊惨遭枪杀（日本人留学生射杀事件）。出于悼念的目的，学校内栽有一颗纪念树。同时，由于为了不再发生这样的悲剧需要加深不同文化间的相互理解，成立了“YOSHI基金会”。该基金会每年邀请一位来自美国的高中生体验没有枪支的安全的日本社会。

### 新校舍重建问题
2000-2002年重建校舍之际，该校毕业生、政治家川村たかし为了“不破坏具有很高文化意义的传统校舍”而带头举行静坐活动。结果虽然该活动失败，校舍最终完成重建，但是新校舍保留了旧校舍的气氛并采用相仿的设计。

### 棒球部通过败者复活战夺冠
硬式棒球部的队服继承自爱知一中时代，学校徽章被放置在胸部中间，帽子带有两条黑线。 1917年，愛知一中棒球部参加了第三届全国中学棒球锦标赛。当时，虽然该校在第一轮比赛中就被淘汰，但通过在败者复活战中获胜最終赢得了决赛冠军。在赛前的分组大会上，大赛主办方说明了败者复活战的规则。当时的爱知一中队长问道：「即使是通过败者复活战晋级也是否可以获得最终冠军?」, 大赛委员会对此回答道：「当然可以」。就这样爱知一中棒球部将其变为了现实。在那之后，大赛委员会就这个问题展开争议：「失败过一次的球队最终获胜成何体统？」，于是败者复活战在这一年后被废除。爱知一中也成为了甲子园（严格意义上来说当时甲子园还未完工）历史上唯一一所通过败者复活战取得胜利的学校。

### 爱知一中全体学生出征事件
1943年，当年就读于爱知一中约700名的全体学生，响应军队的号召提交了申请成为海军甲种飞行兵预科练习生的志愿书。
该事件被当地的NHK名古屋放送局制作成二战纪念特别电视剧《15岁的志愿兵》、在第二次世界大战结束65周年之际的2010年8月15日晚间由NHK综合电视台的《NHK特别栏目》于日本全国范围内播出。编写该电视剧的编剧人江藤千秋（去世于2003年）也曾是该事件的一位当事人。

## 交通
- 大曾根站（JR东海）向南方向徒步10分钟。
- 大曾根站（名铁濑户线・地铁名城线）向南方向徒歩15分钟。
- 名古屋巨蛋前矢田站（地铁名城线）向西南方向徒歩12分钟。
- 古出来町公交车站（基干巴士）向北方向徒歩5分钟。

## 鯱光会
鯱光會是该校同窗会的名称。1979年为止，同窗会分为 爱知一中会、三稜会、爱知县立旭丘高等学校同窗会并分别活动。同年2月下旬、于名古屋国际大酒店开展了“鯱光会”的创建仪式。
2003年，爱知一中会、三稜会、爱知县立旭丘高等学校同窗会 完成合并统一，并创立新的“鯱光会”
该同窗会还运营着一个门户网站“旭丘高校门户网站”